# بيزيراو
ملعب والمير كامبيلو بيزرا، المعروف عادة باسم بيزيراو، هو ملعب كرة قدم البرازيلي، مقره في مدينة غاما، في المقاطعة الفيدرالية. يستخدم حاليا في الغالب لمباريات كرة القدم. الملعب لديه سعة 20,000 شخص.
سيستضيف ما مجموعه 18 مباراة في كأس العالم تحت 17 سنة 2019، بما في ذلك المباراة الافتتاحية، كل من الدور نصف النهائي، مباراة المركز الثالث، والنهائي.

## وصلات خارجية
- (بالبرتغالية) Templos do Futebol